# Pearls in Dirt
Pearls in Dirt é o terceiro álbum da banda gótica holandesa Asrai, foi lançado em 2007.

## Faixas
1. "Delilahs Lie"
2. "Your Hands So Cold"
3. "Stay with Me"
4. "Go"
5. "Lost"
6. "Something I Said"
7. "Awaken"
8. "Sour Ground"
9. "Roses"
10. "Chain Me"

## Participações
- Amanda Somerville